# Bourke Isles
Bourke Isles är en ö i Australien. Den ligger i delstaten Queensland, omkring 2 200 kilometer nordväst om delstatshuvudstaden Brisbane.
Savannklimat råder i trakten. Genomsnittlig årsnederbörd är 1 646 millimeter. Den regnigaste månaden är januari, med i genomsnitt 326 mm nederbörd, och den torraste är augusti, med 20 mm nederbörd.